# Загорины (Мозырский район)
Загорины (бел. Заго́рыны) — деревня в Прудковском сельсовете Мозырского района Гомельской области Республики Беларусь.

## География

### Расположение
В 7 км на северо-запад от Мозыря от железнодорожной станции Мозырь (на линии Калинковичи — Овруч), 140 км от Гомеля.

### Гидрография
На реке Припять (приток реки Днепр).

## Транспортная сеть
Транспортные связи по просёлочной, затем по автодорогам, которые отходят от Мозыря. Планировка состоит из чуть изогнутой улицы, ориентированной с юго-востока на северо-запад с небольшими на севере и юге обособленными участками застройки. Жилые дома деревянные, усадебного типа. Вокруг деревни расположен огромный дачный массив.

## История
Обнаруженные археологами городища эпохи Киевской Руси (0,6 км на запад от деревни) и поселение позднего неолита и бронзового века (0,3 км на юго-восток от деревни) свидетельствуют о заселении этих мест с давних времён. По письменным источникам известна с начала XVIII века как село в Мозырском повете Минского воеводства Великого княжества Литовского.
После 2-го раздела Речи Посполитой (1793 год) в составе Российской империи. В 1795 году действовала деревянная Троицкая церковь. На Припяти имелась паромная переправа. Согласно переписи 1897 года действовала лесопилка. В 1908 году деревня и одноимённый фольварк, в Слобода-Скрыгаловской волости Мозырского уезда Минской губернии.
В 1921 году открыта школа, которая размещалась в наёмном крестьянском доме (в 1935 году 107 учеников). В 1930 году организован колхоз «Новая жизнь», работала кузница. Во время Великой Отечественной войны 12 января 1944 года освобождена от немецкой оккупации. 41 житель погиб на фронте. Согласно переписи 1959 года в составе сортоиспытательной станции «Прудок» (центр — деревня Прудок). Действовали клуб, библиотека, фельдшерско-акушерский пункт.

## Население

### Численность
- 2004 год — 72 хозяйства, 121 житель.

### Динамика
- 1795 год — 31 двор, 199 жителей.
- 1897 год — 38 дворов, 274 жителя (согласно переписи).
- 1917 год — 378 жителей.
- 1925 год — 75 дворов.
- 1959 год — 426 жителей (согласно переписи).
- 2004 год — 72 хозяйства, 121 житель.

## Достопримечательность
- Городище периода раннего средневековья, XI–XIII вв., 0,6 км на запад от северной окраине деревни —  Историко-культурная ценность Республики Беларусь, шифр 313В000522.
- Стоянка периода мезолита, неолита, бронзового века, 9–2-е тыс. до н.э., 0,05 км на юг от деревни, на первой надпочечной террасе реки Припять, в лесу —  Историко-культурная ценность Республики Беларусь, шифр 313В000523.

- Памятник юнге Днепровской военной флотилии Кравченко Вилье Андреевичу (1927—1944). Погиб при освобождении села от немецко-фашистских захватчиков 28.06.1944.